# 亨利·羅林斯
亨利·羅林斯（Henry Rollins，1961年2月13日—）是美國的一位演員、作家、記者、廣播節目主持人。他除了主持有自己的廣播節目之外，也在LA周刊和澳大利亞版滾石雜誌有自己的專欄。

## 外部連結
- 官方网站
- Interview with Henry Rollins on PMAKid.com
- 亨利·羅林斯在互联网电影资料库（IMDb）上的資料（英文）
- 亨利·羅林斯的Discogs页面 （英文）
- 網路推理小說資料庫上的亨利·羅林斯
- IFC Site for The Henry Rollins Show （页面存档备份，存于）
- "RuPaul Drives Henry Rollins" review of web series Rocker Magazine 2013 （页面存档备份，存于）